# Peter Winterstein
Peter Winterstein (* 1949 in Neustadt an der Aisch) ist ein deutscher Jurist, pensionierter Vizepräsident des Oberlandesgerichtes Rostock und bis Ende 2022 Vorsitzender des Betreuungsgerichtstages e. V., Recklinghausen.

## Leben
Nach Abschluss seiner Juristenausbildung begann Peter Winterstein 1978 seine Richterlaufbahn in Hamburg. Im Februar 1981 wurde er zum Richter am Amtsgericht Hamburg-Harburg ernannt. Ab Februar 1986 arbeitete er drei Jahre lang im Bonner Bundesjustizministerium und war an der Arbeitsgruppe beteiligt, die den Reformentwurf für ein Betreuungsgesetz erarbeitete, das am 1. Januar 1992 das Vormundschafts- und Pflegschaftsrecht für Erwachsene und die Entmündigung ersetzte. Danach kehrte er als Richter nach Hamburg zurück. Dort wirkte er von Januar 1992 bis Dezember 1995 als Leiter der Sozialtherapeutischen Dienste der Behörde für Arbeit, Gesundheit und Soziales, zu der auch die Betreuungsbehörde Hamburg gehörte.
1996 erfolgte die Übernahme in den Justizdienst des Landes Mecklenburg-Vorpommern. Hier war Winterstein von Beginn an in der Abteilung 3 („Verfassung und Recht“) des Justizministeriums tätig. Im Dezember 1999 übernahm er die Position des stellvertretenden Abteilungsleiters und wurde im März 2001 zum Ministerialrat ernannt. Seit dem 1. Dezember 2004 war Winterstein Direktor des Amtsgerichts Schwerin. Von Januar 2010 bis zu seiner Pensionierung war er Vizepräsident des Oberlandesgerichtes Rostock. 2018 bis 2020 war er erneut als Teil einer Expertengruppe für das Bundesjustizministerium an der Vorbereitung der aktuellen Betreuungsrechtsreform beteiligt.
Peter Winterstein war bis Ende 2022 Bundesvorsitzender des Betreuungsgerichtstages (ehemals Vormundschaftsgerichtstag) und Fachmann auf dem Gebiet des Betreuungsrechtes. Er ist als Buchautor an mehreren Standardwerken des Betreuungsrechtes beteiligt, außerdem ist er Mitherausgeber der Fachzeitschrift Betreuungsrechtliche Praxis (BtPrax), Bundesanzeiger-Verlag.

## Werke
- Betreuungsrecht (Kommentar), München : Beck, 2014, 5., völlig überarb. Aufl., ISBN 978-3406659065
- Übersicht über weitere Beiträge

| Personendaten    | Personendaten                       |
| ---------------- | ----------------------------------- |
| NAME             | Winterstein, Peter                  |
| KURZBESCHREIBUNG | deutscher Richter und Fachbuchautor |
| GEBURTSDATUM     | 1949                                |
| GEBURTSORT       | Neustadt an der Aisch               |